# Ликинский сельский округ (Московская область)
Ликинский сельский округ — упразднённая административно-территориальная единица, существовавшая на территории Одинцовского района Московской области в 1994—2006 годах.
Ликинский сельсовет был образован в первые годы советской власти. По данным 1919 года он входил в состав Перхушковской волости Звенигородского уезда Московской губернии.
В 1921 году к Ликинскому с/с были присоединены Щедринский и Ямищенский с/с, но уже в 1922 году они были выделены обратно.
В 1924 году к Ликинскому с/с были присоединены Зайцевский и Митькинский с/с.
В 1926 году Ликинский с/с был упразднён, а его территория включена в Марушкинский с/с, но уже в 1927 году Ликинский с/с был образован вновь.
В 1929 году Ликинский сельсовет вошёл в состав Звенигородского района Московского округа Московской области. При этом к нему были присоединены Зайцевский и Митькинский с/с.
17 июля 1939 года к Ликинскому с/с было присоединено селение Щедрино упразднённого Щедринского с/с.
22 июня 1954 года из Юдинского с/с в Ликинский были переданы селения Жаваронки, Катуары, Осоргино и Солманово.
7 декабря 1957 года Звенигородский район был упразднён и Ликинский с/с был передан в Кунцевский район.
28 июля 1960 года в связи с упразднением Кунцевского района Ликинский с/с был передан в восстановленный Звенигородский район.
1 февраля 1963 года Звенигородский район был упразднён и Ликинский с/с вошёл в Звенигородский сельский район. 11 января 1965 года Ликинский с/с был передан в новый Одинцовский район.
3 февраля 1994 года Ликинский с/с был преобразован в Ликинский сельский округ.
В ходе муниципальной реформы 2004—2005 годов Ликинский сельский округ прекратил своё существование как муниципальная единица. При этом все его населённые пункты были переданы в Сельское поселение Жаворонковское.
29 ноября 2006 года Ликинский сельский округ исключён из учётных данных административно-территориальных и территориальных единиц Московской области.